# Gruppe 38
Teatret Gruppe 38, der ledes af skuespiller og dramatiker Bodil Alling, er et internationalt anerkendt, prisvindende dansk lille storbyteater beliggende i Aarhus.
Teatret har eksisteret siden 1972, og blev grundlagt af Erik Møller og Flemming Carlsen. Teatret fik i 1980 status som egnsteater, og har nu status som lille storbyteater. Teatret præsenterer både sine egne produktioner og gæstespil fra ind- og udland.
Indtil 1988 havde teatret adresse i et baghus i Frederiksgade 34 i Aarhus, hvorefter teatret overtog et gammel auktionslokale i Mejlgade. Scenen fik navnet Auktionsscenen.
I 2004 overtog teatret en gammel sæbefabrik i Mejlgade, kaldet Filmhuset, da Statens Filmcentral havde haft til huse i bygningen. Her havde teatret en teatersal med plads til 78 publikummer med en normal publikumsopbygning.
Grundet blandt andet pladsmangel flyttede Teatret Gruppe 38 i sommeren 2019 ind i et nybygget teaterhus i det nyudviklede byområde Aarhus Ø på Aarhus Havn. Teatrets nye bygning er en del af byggeprojektet AARhus tegnet af den verdenskendte, danske arkitektvirksomhed Bjarke Ingels Group - BIG. Her har teatret fået mere plads til kunst og publikum med to sale (Teatersalen med plads til 140 publikummer og den lille sal Bølgen med plads til 50 publikummer). Teatret Gruppe 38 bor til leje i lokalerne.

## Et lille teater med internationalt udsyn
Teatret Gruppe 38 har en omfattende turnévirksomhed - både i Danmark og udlandet. Teatret har blandt andet turneret i Australien, Kroatien, Norge, Canada, USA, Tyskland, Estland, Skotland og Japan. Teatret Gruppe 38 vandt Årets Reumert i 2003 for forestillingen Den lille pige med svovlstikkerne, i 2006 for forestillingen Du må være en engel, Hans Christian og i 2019 for co-produktionen Tænk, hvis man havde en rejsegrammofon.
Teatret Gruppe 38 ledes af skuespiller, dramatiker og instruktør Bodil Alling.
I 2011 modtog teatret som det første danske teater den internationale pris Assitej International’s Honorary President’s Award for Artistic Excellence.

## Kunstnerisk profil
Teatret Gruppe 38 skaber nærværende og poetisk teater, der bærer en særlig kunstnerisk profil. Teatret ønsker at skabe tilgængelige, men uforudsigelige oplevelser, der skærper forestillingsevnen og styrker samhørigheden - sidstnævnte fordi publikum kan genkende sig selv og sin omverden i teatrets forestillinger.
Enkelte af de forestillinger, teatret præsenterer er kun for voksne – de fleste kan opleves både af store og små. Teatret Gruppe 38 lægger vægt på at være et teater, der skaber og præsenterer teater for stort set alle aldersgrupper.

## Festivaler og biennaler
Teatret Gruppe 38 er hovedarrangør/medarrangør af følgende festivaler og branchebegivenheder:
:DANISH+ Danish Performing Arts for Children and Young People
ENESTÅENDE - Solo Performance Festival (STAND ALONE - Solo Performance Festival)
ILT – Internationalt Levende Teater